# Сан Фаустино (Терни)
Сан Фаустино је насеље у Италији у округу Терни, региону Умбрија.
Према процени из 2011. у насељу је живело 206 становника. Насеље се налази на надморској висини од 141 м.